# Сао (супутник)
Сао (дав.-гр. Σαώ)  — нерегулярний супутник планети Нептун із прямим орбітальним обертанням. Названа по імені однієї з нереїд з грецької міфології. Також позначається як Нептун XI.

## Історія відкриття
Сао була відкрита Метью Голманом, Джоном Кавеларсом, Томмі гравом, Уеслі Фрейзером, Деном Мілісавлєвічем по знімках, зроблених у серпні 2002 року за допомогою 4-метрового телескопа «Бланко» Міжамериканській обсерваторії Серро Тололо в Чилі. Супутник отримав тимчасове позначення S/2002 N 2. Власну назву було присвоєно 3 лютого 2007 року.

## Характеристики
Супутник перебуває в так званому резонансі Кодзі, тобто нахил і ексцентриситет пов'язані (при зменшенні нахилу орбіти збільшується ексцентриситет, і навпаки).